# Ладейки
Это статья о деревне в Ярославской области, одноимённая деревня на Енисее в середине XX века вошла в городскую черту Красноярска.
Ладе́йки — деревня в Даниловском районе Ярославской области России. Входит в состав Даниловского сельского поселения, относится к Шаготскому сельскому округу.

## География
Находится на левом берегу реки Ухра в 43 км на запад от райцентра города Данилова. В 1,5 км от деревни на берегу Ухры в месте впадения правого притока Ушлонка расположено урочище Рябина.

## История
В 1612 году дьячок Иван Прохорьев из села Гужово восстановил в Рябининой Пустыни близ деревни Ладейки давно исчезнувшую в этом месте церковь во имя Св. пророка Илии и стал священником в ней, а потом устроил там монастырь. В XVIII веке Троицкий монастырь был упразднен. Деревянная церковь в 1777 году на средства помещиков Бибиковых была заменена каменным храмом c престолами во имя Св. Троицы, во имя Св. Пророка Илии и во имя Преподобных Зосимы и Савватия Соловецких. 
В конце XIX — начале XX деревня входила в состав Старо-Андреевской волости (позднее — Шаготской волости) Романово-Борисоглебского уезда Ярославской губернии.
С 1929 года деревня входила в состав Старо-Андреевского сельсовета Тутаевского района, с 1941 года — в составе Арефинского района, с 1959 года — в составе Шаготского сельсовета Даниловского района, с 2005 года — в составе Даниловского сельского поселения.

## Население
| 1859 | 2002 | 2007 | 2010 |
| ---- | ---- | ---- | ---- |
| 63   | ↘2   | ↘0   | ↗6   |

Согласно переписи населения 2002 года, постоянных жителей в населённом пункте не было. В 2007 году здесь поселилась семья из 6 человек; новосёлы проживают здесь и по сей день. Впоследствии необычные поселенцы-отшельники часто попадали в поле зрения различных СМИ.

## Достопримечательности
В урочище Рябина близ деревни расположена заброшенная колокольня Церкви Троицы Живоначальной (1777).